# Mirando City, Texas
Mirando City là một nơi ấn định cho điều tra dân số (CDP) thuộc quận Webb, tiểu bang Texas, Hoa Kỳ. Năm 2010, dân số của nơi này là 375 người.

## Dân số
- Dân số năm 2000: 493 người.
- Dân số năm 2010: 375 người.